# Albino (abade)
Albino (em latim: Albinus; m. 732) foi um abade da Abadia de Santo Agostinho em Cantuária. Ele ajudou Beda a compilar sua "História Eclesiástica do Povo Inglês" e tudo o que sabemos sobre ele deriva principalmente da epístola dedicatória no início dela. Albino foi um pupilo do arcebispo Teodoro de Tarso e de seu coadjutor, Adriano de Cantuária, abade de São Pedro. Por instruções deste, Albino versou-se não apenas nas Escrituras, mas tornou-se também um mestre no grego e no latim (Chron. G. Thorne). Com a morte de Adriano, Albino sucedeu-o como abade, tornando-se o primeiro inglês a assumir a posição. 
Beda, em suas epístolas, afirma estar em débito com Albino pelos fatos contidos em sua "História" em relação à história da Igreja em Kent entre a conversão dos ingleses e o dia que ele estava escrevendo. A maior parte destas informações foi reunida pelo presbítero Notelmo, que, instigado por Albino, foi à Roma para pesquisar os arquivos de lá. Assim, Notelmo tornou-se o meio de comunicação entre Beda e Albino, pois não há evidências de que os dois tenham se encontrado. 
Albino morreu em 732 e foi enterrado ao lado de Adriano, seu mentor.